# Île Mbamou
Île Mbamou är den största ön i Malebodammen i Kongofloden. Den tillhör Kongo-Brazzavilles huvudstad Brazzaville, men statsgränsen mot Kongo-Kinshasa följer öns södra och östra strand. Administrativt är Île Mbamou ett distrikt i departementet Brazzaville sedan 2011, omfattande huvudön och alla mindre öar mellan huvudön och fastlandet i norr. Ön är en demilitariserad zon sedan ett fördrag mellan kolonialmakterna Frankrike och Belgien 1908. Den har ungefär 15 000 invånare (2020).